# Pogonomys macrourus
Il topo arboricolo castano (Pogonomys macrourus  Milne-Edwards, 1877) è un roditore della famiglia dei Muridi, endemico della Nuova Guinea e dell'Australia.

## Descrizione
Roditore di medie dimensioni, con la lunghezza della testa e del corpo tra 92 e 150 mm, la lunghezza della coda tra 126 e 187 mm, la lunghezza del piede tra 19,1 e 22,5 mm, la lunghezza delle orecchie tra 11,0 e 15,5 mm e un peso fino a 74 g.

Le parti superiori sono bruno-rossicce. Le orecchie sono rotonde, le vibrisse sono lunghe fino a 5 cm. Le parti ventrali sono bianche. Le parti dorsali delle zampe sono grigie. Le mani ed i piedi sono bianchi. La coda è molto più lunga della testa e del corpo. Sono presenti 18 anelli di scaglie, corredate ciascuna da 3 peli.
Il numero cromosomico è 2n=46 FN=52.

## Biologia

### Comportamento
È una specie arboricola e notturna. Si rifugia durante il giorno in buche nel terreno. I maschi sono solitari, mentre le femmine condividono le tane in piccoli gruppi.

### Riproduzione
Le femmine danno alla luce fino a 3 piccoli alla volta. sono stati osservati piccoli quasi indipendenti a luglio e un giovane adulto ad ottobre. L'aspettativa di vita in cattività è di 2 anni e 5 mesi.

## Distribuzione e habitat
Questa specie è diffusa in Nuova Guinea, Australia nord-orientale ed in alcune isole vicine.
Vive nelle foreste umide tropicali primarie e secondarie fino a 1.800 metri di altitudine.

## Tassonomia
Sono state riconosciute 2 sottospecie:
- P.m.macrourus: Nuova Guinea occidentale, Yapen;
- P.m.mollipilosus (Peters & Doria, 1881): Nuova Guinea orientale, Arcipelago di Bismarck: Nuova Britannia e in due aree del Queensland nord-orientale.

## Conservazione
La IUCN Red List, considerato il vasto areale, la popolazione numerosa e la mancanza di reali minacce, classifica M.macrourus come specie a rischio minimo (Least Concern).